# 최형인
최형인(崔炯仁, 1949년 7월 10일 ~)은 대한민국의 연극 연출가이다. 대한민국 연극계의 대모라는 별칭이 있다. 대한민국의 연기학 첫 석사 학위자, 배우 출신 첫 대학 교수, 배우 출신 첫 여성연출가이다. 한양대학교 연극영화학과 교수, 극단 <한양레퍼토리> 대표 등으로 활동했다.

## 생애
뉴욕 대학교에서 연기학을 전공한 후 문예진흥원 공연예술학교 연기 지도, MBC TV 19기 탤런트 연기 지도 교사를 거쳐 한양대학교 연극영화학과 교수로 임용되었다. 공연 작품으로 《필부의 꿈》, 《춘풍의 처》, 《변방의 우짖는 새》, 《달라진 저승》, 《수족관》 등이 있다. 또 《가을 소나타》를 번역했다.

## 학력
- 이화여자중학교
- 이화여자고등학교
- 연세대학교 교육학과
- 세인트죠세프대학 불문학과
- 아메리칸대학 공연예술학과
- 뉴욕 대학교 예술대학원 무대공연학 석사

## 경력
- 1994년 3월 :한국예술종합학교 연극원 연기과 교수, 극단 한양레퍼토리 대표
- 1995년 : 한양대학교 예술학부 연극학전공 교수
- 1997년 10월 : 한국공연예술진흥협의회 초대 위원
- 2003년 12월 ~ : 한양레퍼토리씨어터 극장장

## 수상
- 1992년 : 사랑의 연극제 번역상, 동아연극상 여자연기상

## 저서
- <배우, 자유로운 인간을 위한 백세 개의 모노로그>.청하출판사.1990년.
- <연기여행 (상)>.평민사.2005년.
- <연기여행 (하)>.평민사.2009년.
- <무대에서 최형인과 놀다>.평민사.2009년.

## 출연 작품

### 영화
- 《물보라》(1980년)
- 《그 섬에 가고 싶다》(1993년)
- 《우리 생애 최고의 순간》(2008년) 혜경 모 역 (특별출연)
- 《사과》 (2008년) -  현정 어머니 역 (특별출연)

### 텔레비전
- 《기적의 오디션》(2011년)